# Brachystelma tenuissimum
Brachystelma tenuissimum är en oleanderväxtart som beskrevs av Peter Vincent Bruyns. Brachystelma tenuissimum ingår i släktet Brachystelma och familjen oleanderväxter. Inga underarter finns listade i Catalogue of Life.